# کترسهاوزن
کترسهاوزن (به آلمانی: Kettershausen) یک شهر در آلمان است که در اونترالگوی واقع شده‌است. کترسهاوزن ۱٬۷۳۱ نفر جمعیت دارد.